# Buntingford
Buntingford ist eine Kleinstadt und ein Civil parish im Distrikt East Hertfordshire der englischen Grafschaft Hertfordshire. Sie ist die kleinste Stadt der Grafschaft und liegt am Fluss Rib.
Östlich von Buntingford verläuft der Nullmeridian.

## Städtepartnerschaften
Buntingford unterhält folgende Städtepartnerschaften:
- Luynes, Indre-et-Loire, Frankreich
- Ólvega, Soria, Spanien

## Persönlichkeiten
- Seth Ward (1617–1689), Astronom, Bischof von Exeter und Salisbury
- Reginald Cotterell Butler (1913–1981), Bildhauer